# Джемал Тассев
Джемал Тассев Бушра (амх. ጀማል ጣሰው ቡሽራ; нар. 27 квітня 1989, Аваса, Ефіопія) — ефіопський футболіст, воротар клубу «Адама Сіті» та національної збірної Ефіопії.

## Клубна кар'єра
Футбольну кар'єру розпочав в «Авасса Сіті». У 2009 році у футболці вище вказаного клубу дебютував у Прем'єр-лізі Ефіопії. У 2010 році перейшов до столичного «Дедебіта». Сезон 2012/13 років провів в «Ефіопіан Коффі». Потім грав за «Дедебіт» (2013—2014), «Діфенс Форс» (2014—2016), «Джимма Абу-Буна» (2016—2017), «Діра Дава Сіті» (2017—2018). У серпні 2018 року підписав контракт з «Фазіл Канема». Після цього захищав кольори «Волкіт Сіті» (2020—2021). З 2021 року виступає за «Адама Сіті».
У 2010 році визнаний Футболістом року Прем'єр-ліги Ефіопії.

## Кар'єра в збірній
Поїхав на Кубок КЕСАФА 2010 року. У футболці національної команди дебютував 2 грудня 2010 року у переможному (2:1) матчі проти Кенії в Дар-ес-Саламі. Загалом же на вище вказаному турнірі провів 3 поєдинки. У 2012 році зіграв ще два матчі, проти Судану та Нігеру.
Учасник Кубок африканських націй 2013|Кубку африканських націй 2013 та 2022 року. На 35-й поєдинку першого туру групи C Кубку африканських націй 2013 року проти Замбії отримав червону картку.

## Досягнення

### Клубні
«Дедебіт»
- Кубок Ефіопії
  -  Володар (1): 2013/14

«Діфенс»
- Кубок Ефіопії
  -  Володар (1): 2014/15